# Вологез III
Вологез III — царь Армении, а затем Парфии из династии Аршакидов. Правил с 148 по 192 год н. э. Сын Вологеза II.
Пришёл к власти как единственный наследник из династии Аршакидов после длительной междоусобной борьбы его предшественников. Его воцарение положило конец эпохе двоецарствия в Парфии.
Отличался крайним честолюбием и воинственностью.

## Биография
Вологез III планировал захват ближневосточных провинций Римской империи, надеясь на внутренний конфликт в Риме. В 161 году парфянские войска вторглись в Сирию, где поначалу им сопутствовал успех: в битве при Элегее парфяне одержали крупную победу над римскими легионами.
Но успехи парфян закончились со вступлением в войну императора Марка Аврелия в 163 году. После этого парфяне стали терпеть поражения, в результате чего были изгнаны из Сирии. В 164 году римляне нанесли поражение парфянам в битве под Дура-Европосом, после чего вторглись в Месопотамию, захватывая один за другим города и крепости, вместе со столицей Парфии Ктесифоном. После столь неудачно сложившейся кампании авторитет Вологеза III, поначалу воспринимаемый в среде парфян как исключительный, был полностью подорван.
По договору 166 года к римлянам отошла вся северо-западная Месопотамия с городами Эдесса, Карры, Нисибис и Дура-Европос.
После заключения мира с Римом Вологез не предпринимал активных действий против римлян. Он умер в 192 году, после чего ему наследовал его сын Вологез IV.